# Bataille de la Lys (1940)
Pour les articles homonymes, voir Bataille de la Lys.
Seconde Guerre mondiale, 
 Bataille de France
Batailles
- Drôle de guerre
- Évacuation des civils de la ligne Maginot
- Mobilisation
- Offensive de la Sarre
- Baie de Heligoland
- Incident de Mechelen
- Plan Jaune
- Plan Dyle
- Luxembourg
- Ében-Émael
- Hannut

- Sedan
- Dinant
- Monthermé
- Givet
- La Horgne
- Gembloux
- Flavion
- Louvain
- Charleroi

- Stonne
- Montcornet
- La Sambre
- Arras

- L'Escaut
- Amiens
- La Lys
- Massacre de Vinkt
- Boulogne-sur-Mer
- Calais
- Poche de Lille
- Massacre du Paradis
- Abbeville
- Dunkerque
- Capitulation belge

- L'Aisne
- L'Ailette
- Opération Paula
- l’Exode
- Pont-de-l'Arche
- Opération Cycle
- Opération Ariel

- Les Alpes
- Vallon du Seuil
- Bombardement de Toulon
- Opération Vado
- La Loire
- Saumur
- La vallée du Rhône
- Bombardements de Marseille
- Menton (Pont-Saint-Louis)
- Combats aériens en Suisse
- Armistice du 22 juin

La bataille de la Lys est la plus importante bataille de l’armée belge en 1940 pendant la campagne des 18 jours. Elle avait pour enjeu d'interdire le franchissement de la Lys par l'armée allemande et dura du 23 au 28 mai 1940, alors que les troupes britanniques abandonnaient à la droite de l'armée belge pour rembarquer à Dunkerque sans que rien soit prévu pour sauver une partie des troupes belges. L'issue fatale de la bataille fut la reddition belge du 28 mai.

## Présentation générale
Le 10 mai 1940, au tout début de ce qui sera la bataille de France, l'Allemagne envahit la Belgique au mépris des traités. Son but principal est de percer rapidement le front français en franchissant la Meuse à Sedan et plus au nord à Dinant, Houx, Yvoir. Dès les premiers combats de diversion menés plus au nord, le long du Canal Albert, les forces spéciales allemandes s'emparèrent du fort d'Ében-Émael, réputé imprenable. Cette défaite et la percée sur la Meuse (les 13 et 14 mai : mais le 12 mai des éléments allemands ont percé les défenses françaises à Houx) amenèrent l'armée belge à se replier sans pouvoir opposer à l'envahisseur une résistance décisive pour se conformer à la stratégie de replis successifs du général Gamelin, qui cherchait le moyen de reformer un front allié  continu censé mettre fin aux percées allemandes répétées (malgré les coups d'arrêt français à Hannut, Gembloux et Flavion). 
C'est d'abord sur la ligne K-W Anvers-Wavre que l'armée belge put combattre pour se stabiliser éphémèrement aux côtés des soldats du Corps expéditionnaire britannique  installés autour de Louvain mais non sans se heurter à l'état-major britannique, qui voulait évincer les soldats belges de la défense de la ville. Les percées allemandes rendant toute stabilisation alliée impossible, un nouveau recul amena les Belges à combattre sur l'Escaut avant d'aboutir à la Lys. 
Derrière cette rivière et son prolongement par le canal sud-ouest de liaison entre Gand et la mer, coupure pourtant peu propice à une bataille d'arrêt, l'armée belge tenta de stopper l'armée allemande dans une bataille qui aurait pu être décisive si ce n'était le repli des Britanniques. Ceux-ci abandonnèrent, sur ordre de Londres, leur position à la droite de l'armée belge, comme le confirmera l'officier de liaison britannique auprès du roi. 
En quelques jours périrent trois mille soldats belges et un nombre imparfaitement connu d'Allemands (de 1 500 à plus de 3 000). Le combat de Vinkt fit, à lui seul, plus de 150 morts et 1 500 blessés chez les Allemands le 27 mai en plus des pertes qu'ils encoururent dans les autres secteurs. Même si au bout du troisième jour, les Belges n'avaient reculé que sur quelques kilomètres, cela suffisait pour que le maintien de la ligne de front apparaisse définitivement compromis en l'absence d'une réserve belge ou alliée. C'est alors que le roi Léopold III décida de capituler au vu de l'absence de soutien  de l'armée britannique, qui abandonnait l'aile droite belge pour faire retraite vers Dunkerque sans que rien soit prévu pour embarquer au moins une partie des forces belges. Le roi prévint les Britanniques de sa décision contrainte par l'intermédiaire de l'officier de liaison Lord Keyes, et les Français par des messages radios captés par leurs services d'écoute,.

## Déroulement de la bataille
Les soldats belges occupaient la rive ouest de la Lys de Menin à Deinze (près de Gand), et se tenaient aussi au sud d'un canal dit "de dérivation" de Deinze à la mer, parallèlement à la frontière belgo-néerlandaise.

### Sur la Lys, en amont de Courtrai et en aval jusqu’à l’est de Wielsbeke
C’est à cet endroit du front belge que les combats furent au départ les plus violents et le plus d’hommes engagés. Les troupes allemandes entrent en contact avec l’armée belge le 23 mai (premiers bombardements d’artillerie). En amont de Courtrai se tiennent la 1re division de ligne (d’active) et la 3e division (d’active aussi). En aval de Courtrai se tient la 8e DI (1re réserve) et la 2e division de chasseurs ardennais (1re réserve). Contre ces quatre divisions les Allemands lancent huit divisions. Une division compte en principe 17 000 hommes, soit 3 régiments (un régiment compte 4 000 hommes), 1 régiment d'artillerie (4 000 hommes également) et 1 bataillon (1 000 hommes) du génie.
La 1re division de l'armée belge est submergée le 24 et la 3e division doit se retirer le 24 au soir. Un monument à Kuurne, non loin de Courtrai, célèbre cette unité et, en particulier, le 12e régiment de ligne dont un des officiers supérieurs est Francis Walder, futur prix Goncourt, qui en relatera les péripéties. Les historiens flamands se sont attachés, eux aussi, à narrer les hauts faits de la bataille, dont celui de Kuurne: hadden onze soldaten geweten dat ze, met twee povere divisies, de mokerslagen van vijf zegeroes verkerende Wehrmacht divisionen zouden moeten opvangen dan was de moed hen zeker in de schoenen gezonken. (tr.fr. Si nos soldats avaient su qu'avec deux pauvres divisions, ils allaient recevoir le coup de massue de cinq divisions de la Wehrmacht marchant enivrées par la victoire, leur courage se serait enfoncé dans leurs chaussures. Soixante ans plus tard, l'héroïsme de ces régiments est encore célébré : De Waalse regimenten die hier aan de Leie dapper vochten spreken dan ook vaak en terecht over "La Lys Sanglante"] (Tr.fr. Les régiments wallons qui se battirent ici, à la Lys, avec vaillance, parlent souvent et à juste titre de "la Lys sanglante").
Une attaque lancée par les Allemands contre la 8e division échoue le 25 mai. Le lendemain les divisions allemandes attaquent en force la 8e DI qui recule de quelques centaines de mètres à partir de la rive ouest de la Lys. Au soir du 26 mai une contre-attaque du major Leclercq, avec des éléments épars de la 8e DI repousse les Allemands sur la rive droite du Canal de Roulers-Courtrai,,. Mais ces troupes (de la 8e division) sont arrivées à la limite de leurs possibilités de résistance. Le major Leclercq est tué et la contre-attaque repoussée.
Les trois divisions malmenées (1re, 3e et 8e), sont relevées par la 10e division (1re réserve) commandée par le général Pire. Le futur chef de l’armée secrète belge tient la ligne Ledegem-Izegem (un peu en retrait de la Lys). À la 10e DI s’ajoute également la 9e DI (1re réserve), la 2e division de cavalerie venue de la frontière avec la Hollande, la 15e division (division de deuxième réserve mais dont la combativité sera efficace), des éléments de la 6e DI (d’active), soit, selon Henri Bernard ‘’le tiers de l’armée belge’’ encore à même de combattre. La 9e division et la 10e division se tiennent à partir du 25 mai sur la rive droite du canal de Roulers à la Lys (qui rejoint la Lys un peu au-dessous de Wielsbeke).

### De Wielsbeke à Deinze et Nevele
La résistance de la 2e division de Chasseurs ardennais (1re réserve) à gauche des positions de la 8e DI est efficace dans un premier temps : le 396e régiment d’infanterie allemand notamment est repoussé. Plus au nord, la 1re division de chasseurs ardennais (d’active et entièrement motorisée), contre-attaque le 25 mai à la suite de l’effondrement de la 4e DI postée au nord de Deinze (cette fois non sur la Lys mais sur un canal dit ‘’de la dérivation’’ qui joint le cours de la Lys à la mer du Nord, canal qui est aussi, à partir de Deinze, la ligne de front belge presque jusqu'au littoral). Les Allemands passent sur la rive ouest du canal : une poche est créée. Les 1er et le 3e régiments de cette 1re DI de chasseurs ardennais contiennent les régiments allemands et contre-attaquent à plusieurs reprises à Vinkt, rendant impossible la percée du front. Il y a des centaines de morts dans les rangs allemands. Les troupes allemandes, particulièrement celles du 377e régiment d’infanterie, régiment hambourgeois, en proie à la psychose du franc-tireur, fusillent une centaine d’habitants de ce petit village flamand le 27 mai. C’est dans la direction de Deinze à Tielt que s’effectue la percée allemande qui amène la capitulation de l’armée belge le 28 mai.

### De Nevele à Eeklo
C’est cette partie du dispositif belge qui est le moins sous pression, du moins au départ. Sur cette partie du canal de dérivation, prennent position du sud au nord : la 5e DI (d'active), la 2e DI (d’active), la 11e DI, la 12e DI (divisions de 1re réserve), la 6e DI (d’active) et la 17e DI (2e réserve). Ici, la pression allemande se fait sentir moins fort au départ. D’ailleurs plusieurs unités de la 6e DI font mouvement vers le sud du front belge en direction de Courtrai en vue d’y épauler la résistance efficace des 9e, 10e, 15e DI renforcées par la cavalerie. Le 24 mai, les Allemands parviennent à franchir le Canal de la dérivation et établissent une tête de pont à Ronsele, sur la rive ouest de cette coupure. Une contre-attaque est menée par des éléments de cette 12e DI, notamment son bataillon-cycliste divisionnaire : les Allemands sont repoussés le 25 sur la rive est. Mais le 26 et le 27 la 12e DI disparaît du combat. Le 27 mai, d’autres unités comme le 4e régiment de carabiniers, le 1er régiment de chasseurs à cheval font 100 prisonniers sur le Canal de la dérivation à Knesselare, dans le secteur que tenait la 12e DI.

### La bataille ducanal Ypres-Comines
Le commandement belge a commencé à recourir à l'inondation des canaux pour contenir les Allemands. A midi, l'armée belge informe le chef de mission français, le général Pierre Champon, que "l'armée a presque atteint les limites de son endurance". A 18h00, le général français Georges Blanchard informe le roi Léopold III que les britanniques se retirent sur la ligne Lille-Ypres, le long du canal Comines-Ypres.  La 5e division d'infanterie se positionne afin de couvrir le retrait vers Dunkerque. Le Roi Léopold envisage de faire déplacer son quartier général à Middelkerke. La Bataille du Canal Ypres-Comines débutera le 26 mai, et atteindra son intensité les 27 et 28 mai. 

## La reddition

### Le front dans sa totalité à la veille de la défaite
Le chef d’état-major de l’armée belge estime que le 27 mai au matin, il existe toujours un front continu face aux Allemands. Mais constate ensuite que ce front est percé à peu près au milieu dans la direction Deinze-Tielt, et à la fin de l’après-midi : une brèche de 7 km s’est ouverte qu’il semble impossible de colmater. Et cela, d'autant plus que l'armée britannique se retire précipitamment sans que l'État-major belge soit prévenu. C’est ce qui amène le roi Léopold III à envoyer un plénipotentiaire au général Von Reichenau. Il reviendra dans la soirée porteur des exigences allemandes d’une capitulation sans condition de l’armée ‘’dans sa totalité’’ avec nécessité de livrer passage aux armées allemandes vers la mer. Pour le roi, il s'agit d'une reddition des seules forces au combat à ce moment-là, ce qui n'implique aucune entente politique avec l'Allemagne, au contraire d'un armistice.
La reddition sera d'ailleurs signée par le commandant adjoint des forces belges sur le terrain à ce moment-là, et il faudra envoyer un ordre spécial de reddition aux forts de l'Est de la Belgique qui résistent toujours, encerclés depuis 18 jours. Cette décision est prise sur un plan militaire strict ne concerne pas l'état belge, pas plus que le Congo belge et sa Force Publique et n'est donc pas un armistice, comme celui que la France conclura avec l'Allemagne en engageant tout son empire, ses forces armées et l'État Français, conclu  avec l'assentiment des parlementaires qui ont porté le maréchal Pétain au pouvoir. La reddition belge du 28 mai n'est donc pas un acte politique qui engagerait l'État en la personne du Roi, de son gouvernement et de la totalité de ses forces dans le monde.  Léopold III précise d'ailleurs à l'amiral lord Keyes, attaché militaire britannique, qu'il ne peut s'agir d'un acte politique d'entente avec l'Allemagne.

## Conséquences politiques

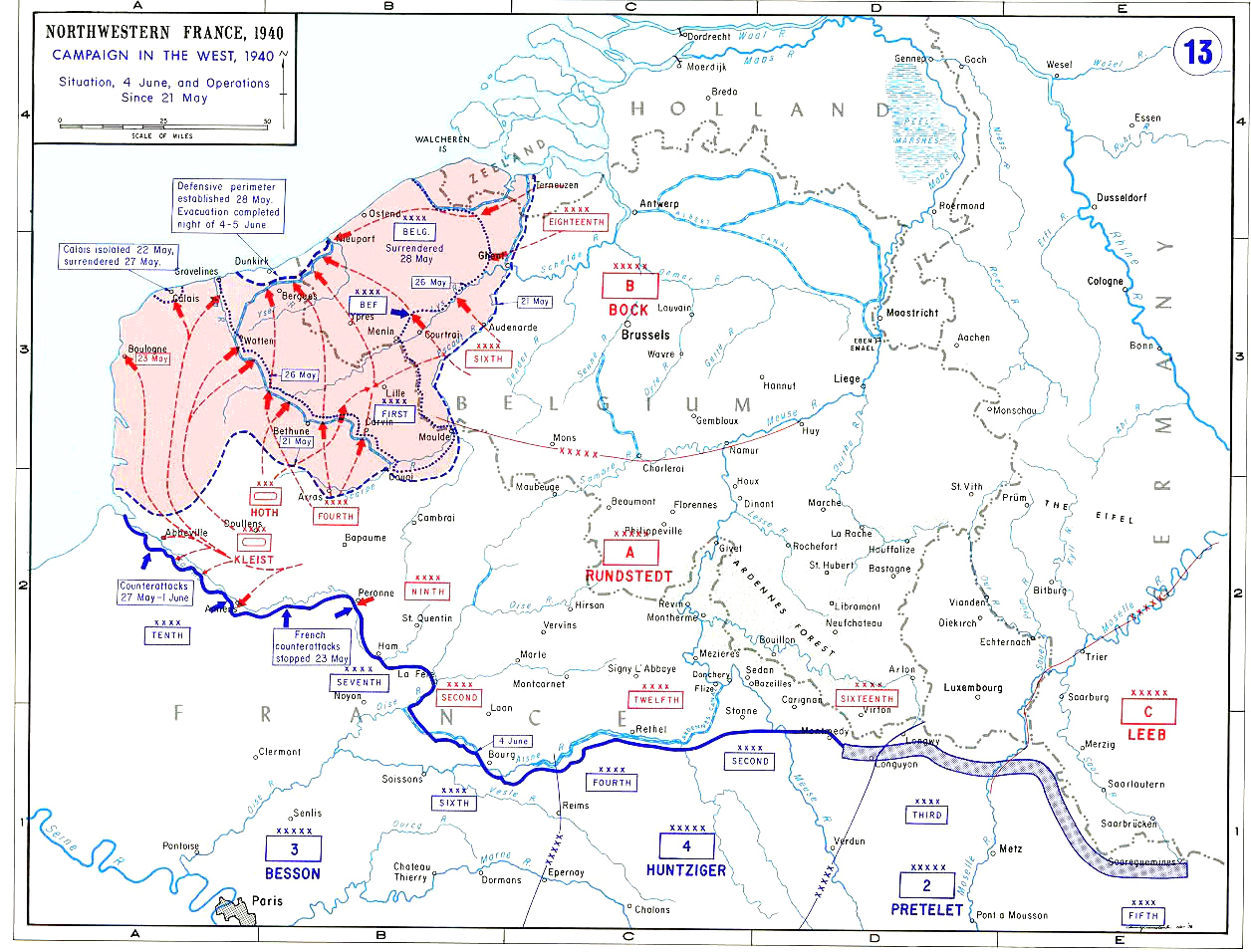
Situation fin mai-début juin

Ce qui reste du gouvernement belge encore en Belgique, Hubert Pierlot, premier ministre, et Paul-Henri Spaak, ministre des affaires étrangères, quitte alors le pays porteur de tous ses pouvoirs pour rejoindre les autres membres du gouvernement déjà partis dans le but de continuer la lutte aux côtés des alliés avec les forces encore disponibles en dehors du territoire belge, ce qui sera le cas en Angleterre et en Afrique durant toute la durée de la guerre. La décision du roi est contestée par différents auteurs dont le général Wanty, qui aurait voulu que la capitulation ne soit pas générale mais concerne uniquement les unités les plus menacées d’effondrement. Le professeur Henri Bernard considère que la lutte aurait pu continuer et que l’armée belge aurait dû se joindre aux armées française et britannique qui défendirent le périmètre autour de Dunkerque qui permit le rembarquement de centaines de milliers de soldats britanniques et français auxquels un certain nombre de militaires belges auraient pu se joindre pour être également évacués. La reddition de Dunkerque n'aurait pas eu plus de caractère politique que celle de la Lys et le gouvernement gardait dans ce cas des forces accrues en plus de celles du Congo belge pour continuer la lutte'.
Le général Van Overstraeten, rendu méfiant quant à l'intention britannique de sauver des Belges, aurait voulu que l’armée tienne encore un peu, même sur place. Selon Henri Bernard, c’est déjà avant la bataille de la Lys qu’il aurait fallu vouloir résoudre les problèmes de coordination avec les armées britannique et française pour mieux coopérer avec elles tout en se retranchant non derrière la Lys mais derrière l’Yser, ce fleuve constituant une meilleure « coupure » que la Lys (aux nombreux méandres, à l’étiage bas, à la largeur insuffisante, avec, en plus, le désavantage de constructions sur la rive ennemie permettant aux Allemands de s’abriter du feu belge). La bataille de la Lys fit entre 2 500 et 3 000 morts du côté belge et un nombre mal connu de morts côté allemand (1 500 morts, ou peut-être plus que du côté belge).

### Les prisonniers
La plupart des prisonniers de guerre belges furent capturés par les Allemands après la capitulation (250 000 sur les 600 000 hommes de l’armée belge effectivement engagés). D’autres avaient déjà fui en France, et d'autres encore se soustrayèrent aux Allemands en profitant de la pagaille résultant de l'effondrement militaire et de la présence de millions de réfugiés en situation précaire sous les bombardements allemands. Cependant, on estime à 50 000 le nombre de soldats belges faits prisonniers dans les combats proprement dits, soit en Ardenne, soit sur le Canal Albert, soit sur la Lys, principalement. Une partie des soldats capturés à la bataille de la Lys ou peu avant son déclenchement le furent à la suite de redditions volontaires, soit à Gand le 23 mai (de 8 à 10 000 hommes selon les sources, appartenant surtout à la 16e DI), soit à Deinze (la dizaine de milliers d’hommes de la 4e division).

### Dunkerque
Pendant les deux derniers jours de la bataille, la Luftwaffe garda la maîtrise des airs, mais cette armée de l’air allemande fut moins efficace que pendant les premières semaines de la campagne parce que Dunkerque était plus éloignée des bases de la Luftwaffe que le théâtre des opérations précédentes, et l’aviation britannique était au contraire plus proche de ses bases de départ en Angleterre, ce qui exigeait moins de carburant que pour l'aviation allemande basée à Bruxelles et plus loin encore. 
À première vue, il apparaît, selon des commentaires britanniques, que le flanc gauche des troupes britanniques en train de commencer les opérations de rembarquement à la bataille de Dunkerque fut privé de la protection de l'armée belge. Mais cette situation résulte, au contraire, de la retraite britannique, comme le révèle clairement l'amiral britannique Lord Keyes dans ses mémoires :  l'ordre de retraite générale de l'armée britannique intimé depuis Londres à Lord Gort, général en chef britannique, ne fut pas communiqué tout de suite à l'état-major belge. Le résultat fut de laisser l'armée belge à découvert sur son flanc droit. Cette situation engendra l'impression d'un abandon, voire d'une trahison, chez les Belges. Cela causa la décision de cesser les combats, d'autant plus que les munitions commençaient à manquer. Communication en sera faite par radio au général Blanchard de l'armée française du nord, comme le démontre le colonel Remy, qui relève l'enregistrement des messages radios belges au service d'écoute français du colonel Thiery, le roi Léopold III ayant également prévenu le roi britannique par un courrier spécial confié à l'attaché militaire britannique, Lord Keyes. D'autre part, les soldats français combattant avec les Belges seront transportés par des camions belges vers Dunkerque afin de les soustraire à la captivité qui s'annonce. Il n'existe pas de trace que le général français Blanchard ait communiqué à l'état-major du général en chef français Weygand qu'il était au courant de l'imminence de l'effondrement de l'armée belge. Le premier ministre français Paul Reynaud n'en sut rien et lança l'accusation de la trahison du roi Léopold, qui n'aurait prévenu personne.
Les troupes britanniques et des troupes françaises tinrent encore jusqu'au 4 juin le périmètre autour de Dunkerque, donc longtemps après la capitulation de l'armée belge. Cette situation aurait autorisé l'espoir que l'on eut pu sauver une partie de l'armée belge si elle avait continué le combat jusqu'à Dunkerque. C'est en tout cas l'opinion d'Henri Bernard, professeur honoraire à l'École royale militaire de Bruxelles.

## Citation
L'écrivain wallon Willy Bal qui commandait un peloton dans le 12e Régiment de Ligne (3e Division d'Infanterie) a écrit dans Au soya dès leus (Au soleil des loups), la détresse des soldats (langage wallo-picard de Jamioulx):
la Lys! lès-awènes froncheneut au vint dou Sud, 

lès tchans d'lin, 

èl soyaz d'mé… èn'don, mès camarâdes, 

què ç'ît vrèmint bièsse dè s'fé tuwer pa dou si bia tins!

lès près câsimint bons a fautchî, 

més si on intindeut come dès mârtias su l'aglèmia, 

c'ît lès mitrayeûses…

lès mitrayeûses qui cruwodint pas-t't-avau no djonèsse,

qui cruwôdint…
tr.fr. La Lys! Les avoines ondulent au vent du Sud, 
Les champs de lin, 
Le soleil de mai…hein, mes camarades, 
Que c'était vraiment bête de se faire tuer par un si beau temps!
Les prés quasiment bons à faucher, 
Mais si on entendait comme des marteaux sur l'enclume, 
C'étaient des mitrailleuses, 
Les mitrailleuses qui sarclaient à travers notre jeunesse, 
Qui sarclaient… 

## Autres lectures
- (fr) Buffetaut, Yves, Blitzkrieg à l'Ouest: Belgique et Nord, 1940, Magazine Militaria HS no.8, 1993.
- (fr) Taghon, Peter, L'aéronautique militaire belge durant la campagne de mai-juin 1940 (1), revue Ciel de Guerre no.8, 2006.
- (fr) Taghon, Peter, L'aéronautique militaire belge en mai-juin 1940, revue Avions HS no.18, 2006.